# 다이스키
《다이스키》(Daisuki)는 칼슨 버락이 출간한, 소녀를 대상으로 하는 독일의 일본 만화 앤솔로지이다. 아시아 밖에서 출간된 최초의 소녀만화잡지이다.

## 개요
칼슨은 2003년 1월 다이스키를 출판하기 시작하였다. 이 기업은 독일의 다른 일본 만화 잡지 "드래곤볼"과 "반자이"를 소유하고 있다.